# Dániel Gazdag
Dániel Gazdag, född 2 mars 1996, är en ungersk fotbollsspelare som spelar för Philadelphia Union.

## Klubbkarriär
I maj 2021 värvades Gazdag av amerikanska Major League Soccer-klubben Philadelphia Union, där han skrev på ett tvåårskontrakt med option på ytterligare två år. Gazdag gjorde sin Major League Soccer-debut den 24 maj 2021 i en 1–0-vinst över DC United, där han blev inbytt i den 67:e minuten mot José Martínez. I januari 2023 förlängde Gazdag sitt kontrakt i Philadelphia Union fram över säsongen 2025 med option på ytterligare ett år.

## Landslagskarriär
Gazdag debuterade för Ungerns landslag den 5 september 2019 i en 2–1-förlust mot Montenegro. I juni 2021 blev Gazdag uttagen i Ungerns trupp till EM i fotboll 2020.